# رغبة العيش
إن الرغبة في العيش أو(wille zum leben    بالألمانية) هي فكرة طورها الفيلسوف الألماني آرثر شوبنهاور، وهي أن الإرادة دافع أعمى وبلا معرفة وغير عقلاني، يقود السلوكيات الغريزية، ما يتسبب في سعي لا نهاية له في الوجود البشري، الذي لا يمكن للطبيعة أن توجد دونه.
هذا لا علاقة له بمفهوم إرادة البقاء المستخدم في علم النفس، ولا علاقة له بما نُقِش في هذه المقالة، إذ يتحدث شوبنهاور عن الوحدة الأساسية وراء الفعل أو التفكير في أي شيء على الإطلاق، وليس دافعه الأساسي وراء الجري أو القتال في ظل ظروف تهدد الحياة. هنالك ارتباط كبير بين إرادة الحياة والمصادر الوجودية والنفسية والاجتماعية والمادية للضيق. وصف العديد ممن تغلبوا على تجارب الاقتراب من الموت دون تفسير إرادة العيش عنصرًا مباشرًا لبقائهم على قيد الحياة. الفرق بين الرغبة في الموت مقابل الرغبة في الحياة هو أيضًا عامل خطر فريد للانتحار.

## المفهوم
إن إرادة الحياة في علم النفس هي الدافع للحفاظ على الذات، ويقترن عادةً بتوقعات مستقبلية لتحسين حالة الفرد في الحياة.
إرادة الحياة هي مفهوم مهم عند محاولة فهم وإدراك سبب ما نفعله من أجل البقاء على قيد الحياة، ولأطول فترة ممكنة. يمكن أن يكون هذا مرتبطًا إما بدفع المرء للبقاء على قيد الحياة وهو على حافة الموت، أو بشخص يحاول فقط إيجاد معنى لمواصلة حياته. يقول بعض الباحثين إن الأشخاص الذين لديهم سبب أو هدف في الحياة خلال مثل هذه التجارب المروعة والمرعبة سيبدون غالبًا أفضل حالًا من أولئك الذين قد يجدون مثل هذه التجارب ساحقة. يمر الناس كل يوم بأنواع لا حصر لها من التجارب السلبية، قد يكون بعضها محبطًا أو مؤلمًا أو مأساويًا. لا يزال السؤال المستمر هو؛ ما الذي يحافظ على إرادة العيش في هذه المواقف؟. الأشخاص الذين يزعمون أن لديهم تجارب تتعلق بإرادة الحياة لديهم تفسيرات مختلفة وراء ذلك.

## التشابه للحفاظ على الذات
الحفاظ على الذات هو سلوك يضمن بقاء الكائن الحي،  وإن الألم والخوف جزء لا يتجزأ من هذه الآلية. يحفز الألم الفرد على الانسحاب من المواقف الضارة، وحماية الجزء التالف من الجسم في أثناء التعافي، وتجنب التجارب المماثلة في المستقبل. يزول معظم الألم فورًا بإزالة المنبه (المحفز) المؤلم وشفاء الجسم، وأحيانًا ينشأ الألم في حالة عدم وجود أي محفز أو تلف أو مرض يمكن اكتشافه. يتسبب الخوف في سعي الكائن الحي إلى الأمان وقد يتسبب في تحرير الأدرينالين، الذي لديه تأثير في زيادة ومضاعفة قوة الحواس، مثل: السمع، والشم، والبصر. يمكن أيضًا تفسير الحفاظ على الذات مجازياً، فيما يتعلق بآليات التعامل، يحتاج المرء إلى منع الصدمة العاطفية من تشويه العقل.

## الارتباطات
ترتبط المتغيرات الوجودية والنفسية والاجتماعية، والفيزيائية (بدرجة أقل)، ارتباطًا وثيقاً بإرادة الحياة. تشمل القضايا الوجودية التي وجد أنها مرتبطة بنحو كبير بإرادة الحياة، وهي: اليأس، والرغبة في الموت، والشعور بالكرامة، والعبء على الآخرين. توجد مشكلات نفسية مرتبطة بها بشدة، مثل: الاكتئاب، والقلق، وقلة التركيز. كانت المشكلات الجسدية التي أظهرت أقوى الارتباطات هي الشهية والمظهر اللذان لم يظهرا الدرجة المتسقة نفسها من الارتباط. المتغيرات الرئيسية الأربعة للتنبؤ بإرادة الحياة تتغير بمرور الوقت، وهي: القلق، وضيق التنفس، والاكتئاب، والشعور بالرفاهية،  التي ترتبط أيضًا بالمتغيرات المتغيرة الأخرى. يظهر أن المتغيرات الاجتماعية، ومقاييس جودة الحياة؛ ترتبط ارتباطًا وثيقًا بالرغبة في العيش، مثل: الدعم والرضا عن الدعم من العائلة والأصدقاء ومقدمي الرعاية الصحية. أشارت النتائج المتعلقة بإرادة الحياة إلى استبدال المتغيرات النفسية بوسطاء ماديين من الاختلاف مع اقتراب الموت، وأيضًا أثبتت إرادة الحياة أنها غير مستقرة إلى حد كبير.